# Скаршево (Куявсько-Поморське воєводство)
Скаршево (пол. Skarszewo) — село в Польщі, у гміні Швеці Свецького повіту Куявсько-Поморського воєводства.
Населення — 184 особи (2011).
У 1975-1998 роках село належало до Бидгощського воєводства.

## Демографія
Демографічна структура станом на 31 березня 2011 року:
|          | Загалом | Допрацездатний вік | Працездатний вік | Постпрацездатний вік |
| -------- | ------- | ------------------ | ---------------- | -------------------- |
| Чоловіки | 92      | 25                 | 61               | 6                    |
| Жінки    | 92      | 15                 | 60               | 17                   |
| Разом    | 184     | 40                 | 121              | 23                   |